# Iwaniwka (rejon łucki)
Iwaniwka (ukr. Іванівка; do 1946 roku Janówka) – wieś na Ukrainie w rejonie łuckim obwodu wołyńskiego.

## Historia
Pod koniec XIX w. folwark w gminie Bersteczko, w powiecie dubieńskim.
Do 2020 w rejonie horochowskim.